# Aulacodes quadriplagiata
Aulacodes quadriplagiata là một loài bướm đêm trong họ Crambidae.